# Ulica Bardzka we Wrocławiu
Ulica Bardzka – ulica w byłej dzielnicy Krzyki we Wrocławiu, stanowiąca jeden z ważniejszych szlaków komunikacyjnych w południowej części miasta.

## Przebieg
Ulica Bardzka stanowi fragment historycznej drogi łączącej Wrocław ze Strzelinem i Ziębicami zwanej Szosą Strzelińską (niem. Strehlener Chaussee), obecnie stanowi fragment drogi wojewódzkiej nr 395 Na odcinku między węzłem z ulicami Hubską, Kamienną i Piękną a skrzyżowaniem z aleją Armii Krajowej bieg ulicy Bardzkiej stanowi granicę między osiedlami Tarnogaj i Huby, a na pozostałej długości oddziela Tarnogaj od osiedla Gaj.

## Historia
Dawna Szosa Strzelińska jako szlak komunikacyjny zaczęła funkcjonować na początku XIX wieku, po zburzeniu fortyfikacji miejskich, jej przebieg stale się zmieniał ze względu na rozbudowę przedmieść Wrocławia. Początkowo prowadziła ona od dawnej Bramy Oławskiej w kierunku południowo-wschodnim, obok dawnego cmentarza żydowskiego, przez środek wsi Glinianki. Po wybudowaniu linii kolejowej w roku 1842 szlak komunikacyjny został przerwany, a początkowy odcinek został zabudowany. Z kolei po włączeniu wsi Glinianki i Huby do Wrocławia w roku 1868 droga została poprowadzona tak aby omijała centrum nowego osiedla, odcinkowi Szosy Strzelińskiej nadano także oficjalną nazwę Hubenstrasse („ulica Hubska”). W roku 1904 gdy do Wrocławia przyłączono także wieś Gaj, również następny odcinek szosy otrzymał oficjalną nazwę jaką nadaje się ulicom w obrębie miasta – Strehlener Strasse („ulica Strzelińska”). W ten sposób powstała oficjalna nazwa nawiązująca do nazwy używanej przez mieszkańców.
Strehlener Strasse nie była ulicą gęsto zabudowaną, jedynie jej początkowy odcinek posiadał zabudowę w postaci kamienic czynszowych. Większość działek znajdujących się przy tej ulicy zajmowały gospodarstwa ogrodnicze i zakłady rzemieślnicze. Przy końcowym odcinku znajdowały się zakłady przemysłowe Silesia produkujące nawozy sztuczne, gdzie po zaprzestaniu działalności produkcyjnej, w roku 1933, działał przez kilka miesięcy obóz koncentracyjny KZ Dürrgoy, po jego likwidacji urządzono na tym terenie schronisko dla bezdomnych. Naprzeciwko zakładów chemicznych, w roku 1918 został urządzony Cmentarz parafii św. Henryka. Z innych ważniejszych inwestycji przed rokiem 1945 należy wymienić budowę w latach 1926–1935 kompleksu budynków Macierzystego Domu Diakonijnego na Gliniankach (niem. Lehmgrubener Diakonissen-Mutterhaus) ewangelickiej formacji charytatywnej zajmującej się opieką nad chorymi i biednymi oraz kształceniem dzieci i młodzieży. Z planowanego kompleksu na który miał się składać m.in. kościół, szpital i dwie szkoły wraz z domami mieszkalnymi, powstały ostatecznie tylko dwa budynki.
W czasie oblężenia Wrocławia, w roku 1945, zniszczeniu uległa prawie cała zabudowa ulicy, ruiny zabudowań zostały rozebrane w latach następnych. Na terenie dawnych zakładów chemicznych urządzono natomiast wysypisko gruzu zwożonego z pozostałych dzielnic Wrocławia, przekształcone później w wysypisko odpadów komunalnych, które po zamknięciu i procesie rekultywacji stanowi obiekt rekreacyjny – Wzgórze Gajowe. Do lat 70 XX wieku ulica nie była praktycznie zabudowana, znajdowały się przy niej jedynie ogródki działkowe oraz gospodarstwa ogrodnicze. W roku 1972 u zbiegu ulicy Bardzkiej i Pięknej rozpoczęto budowę pierwszej po roku 1945 świątyni katolickiej – kościoła Ducha Świętego. Parę lat później, w bezpośrednim sąsiedztwie ulicy, rozpoczęła się także, trwająca do roku 1992, budowa osiedla mieszkaniowego Gaj, które tworzą bloki z tzw. wielkiej płyty. Cmentarz parafialny w roku 1978 przeszedł pod administrację parafii Ducha Świętego, następnie został poszerzony, zbudowano także kaplicę pogrzebową w miejscu zburzonej w czasie wojny.

## Nazwa ulicy
Obecna nazwa ulicy funkcjonuje od 24 marca 1948 i pochodzi ona od nazwy miejscowości Bardo. W latach 1945–1948 obowiązywała nazwa będąca tłumaczeniem nazwy niemieckiej – ulica Strzelińska. Po przyłączeniu do Wrocławia 1 stycznia 1951 wsi Jagodno i Lamowice Stare, nazwa ulica Bardzka obowiązywała także w odniesieniu do głównej drogi prowadzącej przez przyłączone osiedla, dopiero w dniu 1 stycznia wprowadzona została nowa nazwa dla tego odcinka dawnej Szosy Strzelińskiej – ulica Buforowa. W dniu 19 października 2001 r. Rada Miejska Wrocławia zmieniła nazwę Ulicy na Narodowych Sił Zbrojnych w tej samej uchwale zmieniono także nazwę równoległej do Bardzkiej ulicy Ziębickiej na Tarnogaju na ulica Zrzeszenia Wolność i Niezawisłość. W zamyśle radnych dwie nowe nazwy ulic miały tworzyć wraz sąsiadującą z nimi aleją Armii Krajowej gniazdo semantyczne nazw związanych z organizacjami niepodległościowymi. Decyzja o zmianie nazwy spotkała się z licznymi protestami, ostatecznie została uchylona przez wojewodę dolnośląskiego ze względów formalnych, po tej decyzji Rada Miejska nie głosowała ponownie zmiany nazwy ulic, dzięki czemu nazwa ulicy Bardzkiej obowiązuje do dziś.

## Modernizacja ulicy
Ulica Bardzka wybrukowana granitową kostką, o szerokości 6 m, od dawna nie była przystosowana do zmian w transporcie drogowym jakie nastąpiły w drugiej połowie XX wieku i wzrostem liczby pojazdów samochodowych. W latach 80 podjęto decyzję o modernizacji ulicy, polegającej na jej poszerzeniu – utworzeniu drugiej równoległej nitki oraz budowie linii tramwajowej dla mieszkańców osiedla Gaj. Pierwszy etap modernizacji przeprowadzono w latach 1987–1988, wykonano wówczas dwupasmową jezdnię na odcinku od ulicy Kamiennej do skrzyżowania z ulicą Laskową, linię tramwajową natomiast poprowadzono do skrzyżowania z Aleją Armii Krajowej, którą to aleją biegnie dalej w kierunku Tarnogaju. Zlikwidowano jednocześnie, funkcjonujące do tamtego czasu, torowisko tramwajowe na ulicy Pięknej. Po zakończeniu tych robót modernizacja ulicy została wstrzymana, trwało to ponad dwadzieścia lat.
W roku 2009 rozpoczęto dalsze prace mające na celu modernizację ulicy Bardzkiej, została ona poszerzona do dwóch jezdni na całej swej długości, na odcinku do ulicy Świeradowskiej zostało wybudowane torowisko dla tramwajów nowego typu.